# 주간고속도로 제15호선
주간고속도로 제15호선(영어: Interstate 15, I-15)은 미국 남서부 캘리포니아주 샌디에이고(San Diego)에서 북서부 캐나다 알버타 쿠츠 접경지대인 몬태나주 스위트그래스(Sweetgrass)를 연결하는 총 연장 2307.03km의 남북축 고속도로이며, 10개의 남북축 고속도로 중에서는 4번째로 길다. 애리조나주, 유타주와 아이다호주에서는 "재향군인 기념 고속도로"로 지정하기도 했다.
15호선이 개통되면서 캘리포니아주, 네바다주와 유타주는 미국에서 가장 인구증가율이 높은 주로 변모하기도 했으며 15호선을 이용하는 사람들은 주 단위로 유타주에서는 75%가, 네바다주에서는 70%가, 그리고 캘리포니아주에서는 19%로 조사되었다. 특히 15호선은 유타 주와 네바다 주의 가장 중요한 고속도로이고 캘리포니아 주에서는 서부 해안가 도시지역에서 동부 내륙 모하비 사막 방면 라스베이거스로 이동하는 사람이 꾸준히 늘고 있다. 애리조나주도 최근 인구가 크게 증가했으나 15호선은 주의 그랜드 캐니언으로 가로막힌 북서부 고립된 지역만을 통과하기 때문에 15호선에 주로 의존한다고는 판단하기가 어렵다.

## 같이 보기
- 국도 제66호선 (미국)